# Хришћанска традиција
Хришћанска традиција је збирка традиција која се састоји од пракси или веровања повезаних са хришћанством. Ове црквене традиције имају мање или више ауторитет заснован на природи пракси или веровања и на групи о којој је реч. Многе цркве имају традиционалне праксе, попут посебних образаца богослужења или обреда, који су се развијали током времена. Одступања од таквих образаца понекад се сматрају неприхватљивим или јеретичким.
Традиција такође укључује историјско учење признатих црквених власти, као што су црквени сабори и црквени званичници (нпр. папа, васељенски патријарх, надбискуп кентерберијски, итд), и укључује учење значајних појединаца попут црквених отаца, протестаната pеформаторa и оснивачa деноминацијe. Многа веровања, исповедања вере и катекизми које генеришу ова тела, као и појединци, такође су део традиције различитих тела.

## Црквене традиције
Католичка, православна, древноисточна и англиканска црква праве разлику између онога што се назива апостолском или светом и црквеном традицијом. Временом се црквене традиције развијају у теологији, дисциплини, литургији и богослужењима. Ове их црквa може задржати, изменити или чак напустити. Апостолско предање је пак учење које су апостоли пренели усменим путем, својим примером и „институцијама које су основали“, међу којима је и апостолско прејемство епископа: „ово живо преношење, остварено у Духу Светом, назива се Предање“. Свето предање у целости преноси pеч Божију, коју је Христос и Дух Свети поверио апостолима.
У својој књизи Џејмс Ф. Кинан извештава о студијама неких католичких академика. Карл Вилхелм Меркс сматра да сама традиција „није гарант истине ниједног одређеног учења“. Кенан, међутим, каже да су студије „мануалиста“ попут Џона Т. Нонана показале да су, „упркос супротним тврдњама, мануалисти били сарадници у неопходном историјском развоју моралне традиције“. Нонан је, према Кенану, пружио нови начин гледања на „подручја у којима се црква променила“.

## Подружнице
У католичкој цркви и источном православљу, cвето предање, али не и „црквена традиција“, сматра се званичном доктрином и једнаке ауторитативне тежине као Библија. Међу протестантима, сама Библија је једини коначни ауторитет, али традиција и даље поседује важну пратећу улогу. Све три групе генерално прихватају традиционални развој доктрине о Светом Тројству, на пример, и постављају границе православља и јереси засноване на тој традицији. Такође су развили изјаве вере и исповести које резимирају и развијају њихово разумевање библијског учења.